# Dede Gardner
Dorcas Wright Gardner, detta Dede (Winnetka, 16 ottobre 1967) è una produttrice cinematografica statunitense, presidentessa della Plan B Entertainment casa di produzione fondata da Brad Pitt.

## Filmografia parziale
- Correndo con le forbici in mano, regia di Ryan Murphy (2006)
- Year of the Dog, regia di Mike White (2007)
- A Mighty Heart - Un cuore grande, regia di Michael Winterbottom (2007)
- L'assassinio di Jesse James per mano del codardo Robert Ford, regia di Andrew Dominik (2007)
- Un amore all'improvviso, regia di Robert Schwentke (2009)
- La vita segreta della signora Lee, regia di Rebecca Miller (2009)
- Mangia prega ama, regia di Ryan Murphy (2010)
- The Tree of Life, regia di Terrence Malick (2011)
- Cogan - Killing Them Softly, regia di Andrew Dominik (2012)
- World War Z, regia di Marc Forster (2013)
- 12 anni schiavo, regia di Steve McQueen (2013)
- Selma - La strada per la libertà, regia di Ava DuVernay (2014)
- Nightingale, regia di Elliott Lester (2014)
- True Story, regia di Rupert Goold (2015)
- La grande scommessa, regia di Adam McKay (2015)
- Fino all'ultima staccata, regia di Mark Neale (2015)
- Voyage of Time, regia di Terrence Malick (2016)
- Civiltà perduta (The Lost City of Z), regia di James Gray (2016)
- Moonlight, regia di Barry Jenkins (2016)
- Feud – miniserie TV, 8 puntate (2017)
- Okja, regia di Bong Joon-ho (2017)
- War Machine, regia di David Michôd (2017)
- Beautiful Boy, regia di Felix Van Groeningen (2018)
- Se la strada potesse parlare (If Beale Street Could Talk), regia di Barry Jenkins (2018)
- Vice - L'uomo nell'ombra (Vice), regia di Adam McKay (2018)
- The Last Black Man in San Francisco, regia di Joe Talbot (2019)
- Ad Astra, regia di James Gray (2019)
- Il re (The King), regia di David Michôd (2019)
- Kajillionaire - La truffa è di famiglia (Kajillionaire), regia di Miranda July (2020)
- Minari, regia di Lee Isaac Chung (2020)
- Irresistibile (Irresistible), regia di Jon Stewart (2020)
- The Third Day, regia di Marc Munden e Philippa Lowthorpe – miniserie TV (2020)
- La ferrovia sotterranea (The Underground Railroad), regia di Barry Jenkins – miniserie TV (2021)
- Blonde, regia di Andrew Dominik (2022)
- Anche io (She Said), regia di Maria Schrader (2022)
- Women Talking - Il diritto di scegliere (Women Talking), regia di Sarah Polley (2022)
- Il problema dei 3 corpi (3 Body Problem) - serie TV (2024-in corso)
- Wolfs - Lupi solitari (Wolfs), regia di Jon Watts (2024)
- I ragazzi della Nickel (Nickel Boys), regia di RaMell Ross (2024)
- Mickey 17, regia di Bong Joon-ho (2025)
- F1 - Il film (F1: The Movie), regia di Joseph Kosinski (2025)
- Adolescence, regia di Philip Barantini – miniserie TV (2025)

## Riconoscimenti
- Premi Oscar
  - 2012 - Candidatura al miglior film per The Tree of Life
  - 2014 - Miglior film per 12 anni schiavo
  - 2015 - Candidatura al miglior film per Selma - La strada per la libertà
  - 2016 - Candidatura al miglior film per La grande scommessa
  - 2017 - Miglior film per Moonlight
  - 2019 - Candidatura al miglior film per Vice - L'uomo nell'ombra
  - 2023 - Candidatura al miglior film per Women Talking
  - 2025 - Candidatura al miglior film per  I ragazzi della Nickel